# Jus Allah
Jus Allah (født 21. juni 1978 i New Jersey) er en amerikansk rapper. 
Han kom første gang ud til omverdenen, da han med kultgruppen Jedi Mind Tricks udsendte albummet 'Violent By Design' i 2000. Kort efter forlod han gruppen for at satse på sin solokarriere.
Man skulle dog frem til 2005, før det første soloalbum 'All Fates Have Changed' så dagens lys. Det var til gengæld også en kompleks sag, der på en ganske iørefaldende måde blandende tanker inspireret af den muslimske gruppe The Nation of 5 Percent med ultravoldelig horrorcore-tekster, der fik de små hår i nakken til at rejse sig.

## Diskografi

### Albums
- 2000: Jedi Mind Tricks: Violent by Design
- 2005: All Fates Have Changed
- 2006: The Colossus